# 건축학개론
《건축학개론》(建築學概論)은 이용주 감독이 연출한 영화이다.
2012년 3월 22일에 대한민국에서 개봉하였으며, 개봉 8일 만인 3월 29일에 동원관객 100만명을 돌파하였고, 개봉 17일 만인 4월 7일에 200만명 관객을 돌파하였고, 개봉 27일 만인 4월 18일에 동원관객 300만 명을 기록하였다. 건축학개론은 개봉 31일 만인 4월 22일에 누적 관객 수 321만 명을 동원하며 우리들의 행복한 시간을 제치고 한국 멜로 영화 역대 흥행 1위를 차지했다. 4월 27일 한국 정통멜로 영화 역사상 첫 350만명을 돌파했으며, 4월 26일 열린 '제 48회 백상예술대상'에서는 '과거 서연' 역으로 출연했던 수지가 여자 신인상을 수상하였다.
또한, 영화에는 전람회의 〈기억의 습작〉, 공일오비의 〈신인류의 사랑〉, 마로니에의 〈칵테일 사랑〉 등이 배경음악으로 나오며, 삐삐, 무스, CD 플레이어 등이 나오는데 이는 기성세대의 감성을 자극하여 영화의 흥행에 큰 기여를 했다는 분석이 나오고 있다. 《건축학개론》은 이렇듯 90년대 청춘문화를 꿰뚫는데, 영화의 흥행은 향후 대중문화 판도에 여러 가지 변화를 가져올 것으로 전망되고 있다. 2012년 5월 14일 기준으로 누적 관객 수 400만명을 돌파했다.

## 줄거리
건축학개론 수업에서 처음 만난 승민과 서연은 점차 가까워지며 사랑의 감정을 느낀다. 15년이 지난 후, 서연은 자신이 꿈꾸던 집을 짓고 싶다며 건축가가 된 첫사랑 승민을 찾아온다. 승민은 과거의 기억을 떠올리며 망설이지만, 제주도에 있는 서연의 낡은 집을 새롭게 고쳐 짓는 일을 맡게 된다.
처음에는 디자인을 두고 의견 차이를 보이던 두 사람은 결국 기존 집을 리모델링하고 확장하기로 한다. 이 과정에서 승민은 약혼녀의 질투를 감수하면서도 서연과 많은 시간을 함께 보내게 된다. 서연이 아픈 아버지를 돌보는 동안, 승민은 그녀의 지난 삶을 조금씩 이해하게 되고, 둘은 자연스럽게 대학 시절을 회상한다.
당시 두 사람은 같은 동네에 살았고, 건축학 수업을 함께 들으며 가까워졌다. 승민은 서연이 인기 많은 선배 재욱에게 호감을 보였던 것, 자신의 감정을 표현하지 못했던 것, 그리고 친구 납뜩에게 조언을 구했던 기억을 떠올린다. 그는 완벽한 타이밍에 고백하고자 하며, 서연에게 첫눈 오는 날 폐가에서 만나자고 약속한다. 그러나 어느 날 밤, 재욱과 함께 있는 서연의 모습을 본 뒤 약속 장소에 나가지 않는다. 첫눈이 오는 날, 혼자 폐가에서 승민을 기다리던 서연은 결국 실망한 채 자신이 좋아하는 가수의 CD와 휴대용 CD 플레이어를 남기고 떠난다.
현재 시점에서 승민은 그 CD 플레이어와 CD를 서연에게 돌려주며, 사실 자신도 약속을 기억하고 폐가에 갔었다는 사실을 전한다. 그럼에도 불구하고, 승민은 결국 약혼녀 은채와 함께 미국으로 떠나기로 결정한다. 서연은 그가 지어준 집에서 남겨진 CD를 들으며 조용히 그 시간을 되새긴다.

## 등장 인물

### 주연
- 엄태웅 - 현재 이승민 역
- 한가인 - 현재 양서연 역
- 이제훈 - 과거 이승민 역
- 배수지 - 과거 양서연 역

### 조연
- 조정석 - 납득이 역
- 유연석 - 재욱 역
- 김동주 - 승민 모 역
- 이승호 - 서연 부 역
- 김의성 - 강교수 역
- 박수영 - 구 소장 역
- 조현철 - 동구 역

### 단역
- 박진우 - 택시기사 역
- 이선주 - 제주도이웃 역
- 이경미 - 병원의사 역
- 한설아 - 넥타이매장점원 역
- 김경화 - 택배원 역
- 노성은 - 파이노아이 역
- 신예진 - 싱숭이 역
- 문진식 - 도아아키텍처직원 역
- 이희원 - 도아이키텍처직원 역
- 홍윤경 - 도아이키텍처직원 역
- 신민영 - 도아이키텍처직원 역
- 육미옥 - 시장아주머니 역
- 백민지 - 웨딩샵 은채 친구 역

### 특별 출연
- 고준희 - 은채 역

## 수상 정보
| 연도   | 연도 | 영화제                        | 후보부문                | 관련인물 | 주석          |
| 2012년 | 4월  | 제48회 백상예술대상           | [영화 부문] 여자 신인상 | 수지     | [ 7 ]         |
| 2012년 | 6월  | 제6회 Mnet 20's Choice        | Hot 무비 스타상 (남)    | 이제훈   | [ 8 ]         |
| 2012년 | 6월  | 제6회 Mnet 20's Choice        | Hot 무비 스타상 (녀)    | 수지     | [ 8 ]         |
| 2012년 | 7월  | 제16회 부천국제판타스틱영화제 | 올해의 배우             | 이제훈   |               |
| 2012년 | 10월 | 제21회 부일영화상             | 각본상                  | 이용주   | [ 9 ]         |
| 2012년 | 10월 | 제32회 한국영화평론가협회상   | 음악상                  | 이지수   | [ 10 ]        |
| 2012년 | 10월 | 제5회 스타일 아이콘 어워즈    | Style Icon상            | 수지     |               |
| 2012년 | 11월 | 제33회 청룡영화상             | 신인남우상              | 조정석   | [ 11 ] [ 12 ] |
| 2012년 | 11월 | 제33회 청룡영화상             | 인기스타상              | 수지     | [ 11 ] [ 12 ] |
| 2012년 | 12월 | 제20회 대한민국문화연예대상   | [영화 부문] 영화 신인상 | 조정석   | [ 13 ]        |
| 2013년 | 1월  | 제4회 올해의 영화상           | 남우신인상              | 조정석   | [ 14 ]        |

- 2012년 제17회 부산국제영화제 한국 영화의 오늘-파노라마부문 출품
- 2013년 제5회 오키나와 국제영화제 초청
- 2013년 제4회 호주한국영화제 Love is…부문 출품

## 불법 유출
군부대나 해외 문화원이 한국영화를 소개하는 일을 맡아오는 한 문화복지업체에 근무하는 윤 모씨는 2012년 4월, ‘건축학개론’ 파일을 배급사인 롯데엔터테인먼트로부터 건네받은 뒤 영상파일을 동영상으로 변환해 지인에게 이메일을 통해 전달했다. 이후 5월부터 ‘건축학개론’은 불법 파일 공유사이트를 통해 급속히 퍼졌다. 이에 당시 ‘건축학개론’이 400만 관객 돌파를 앞두고 있던 상황이어서 건축학개론 제작사 '명필름'은 파일 불법 유출로 수십억원대의 손해를 입었다며 경찰에 수사를 의뢰했다. 같은 해 9월 최초 유포자 윤 씨를 포함해 파일을 퍼트린 12명이 저작권법 위반 혐의로 불구속 기소됐다. 명필름은 2012년 10월 이들 12명과 함께 윤 씨가 근무했던 A사를 상대로 손해배상청구소송을 제기했다. 2013년 3월, 12명에 대한 소송을 취하해 최근까지 A사와의 소송만 진행 중이었다. 최후엔 법원이 A사에 대한 책임을 인정했고 법원이 제시한 금전적 보상안에 양측이 동의해 합의를 하여 ‘건축학개론’이 불법파일 유출된 지 약 16개월 만에 사건에 종지부를 찍었다.

## 여담
- 서현이 과거 양서연 역에 캐스팅되었으나 소속사에서 거절했으며[16] 문채원한테도 제안이 갔지만 TV 드라마 공주의 남자 종영과 맞물려 극심한 피로 누적 때문에 고사했다[17].